# The Link (небоскрёб, Дубай)
The Link («Линк»; в пер. с англ. — «Связь»; официальное название — «One Za'abeel Tower») — панорамный горизонтальный небоскрёб в виде моста, соединяющий две башни-близнецы One Za'abeel высотой 300 (67 этажей) и 235 метров (57 этажей) из стального каркаса на высоте 100 метров, который также является самой длинной консолью в мире. Здание стоимостью 1 млрд $ расположено в Дубае, принадлежит государственному девелоперу Ithra Dubai.

## Местоположение
Проект One Za'abeel разработан японскими архитекторами компании Никкен Секкеи. Башни напоминают гигантскую букву «H», возвышающуюся рядом с Всемирным торговым центром Дубая и деловым районом Дубая (англ. Dubai's business district), на улице Аль Меджлис (англ. Al Majlis Street), недалеко от Забил-парка.
The Link находится в районе Заабил в самом центре города, который стратегически расположен между старым и новым деловыми районами.

## Архитектура и конструкции
Небоскрёб The Link представляет собой высотный многофункциональный комплекс класса люкс в Дубае. The Link подвешен на две башни, каркас которых выполнен из стальных конструкций, соединённых на высоте 100 метров крытым переходом в виде моста, представляющего собой горизонтальную консольную стальную конструкцию длиной 228 метров и весом 9000 тонн. Консольный мост, получивший название «Связь», возвышается над шестиполосной шоссе-эстакадой и представляет собой «самое длинное консольное здание» в мире, её вылет составляет 66 м.
Высота и ширина The Link — 80 м.
В The Link расположены рестораны, смотровая площадка с обзором на 360 градусов, пейзажный бассейн, роскошный спа-центр, торговый центр, отель на 314 номеров типа «люкс» и развлекательные заведения, включая рестораны, отмеченные звёздами Мишлен, и широкий выбор аттракционов.
Комплекс имеет семь подвальных помещений на 28 м ниже уровня земли, также включает в себя офисные помещения премиум-класса, 263 элитных жилых апартаментов, 497 ультра-роскошных гостиничных номеров, а также первый в мире городской курорт One & Only. Всего установлено 77 скоростных лифтов; общая площадь более 470 000 м2.
Смелый дизайн был отмечен призом «Лучший инновационный проект года» на церемонии Construction Innovation Awards.

## Строительство
Строительство началось в 2016 году и завершилось в 2021 году.
Башни возводились с заранее заданным отклонением от вертикали в каждом уровне (этаже) на 1,5 миллиметра, чтобы при закреплении на них «Связи» они приняли на себя его нагрузку и выровнялись в вертикальное положение.
Конструкция моста The Link возводилась целиком на временной площадке на земле из семи секций, которые были сварены вместе. Готовую конструкцию «Связи» разбили на две части.
Первый подъём 192-метровой первой секции состоялся в сентябре 2020 года. Всю конструкцию целиком сначала подняли на домкратах на 1,0 метр, чтобы посмотреть выдержат ли подъёмные тросы. Такой сложности подъём стальной конструкции моста общим весом 8720 тонн впервые проводился в регионе, для этого было задействовано 110 специальных сверхмощных домкратов. После испытаний тросов в течение 12 дней весь мост был поднят на тросах на высоту 100 метров над землёй и закреплён на башнях.
Второй подъём последней части весом 930 тонн был выполнен в течение четырёх дней, для этого потребовалось 55 домкратов и 12 200 метров канатов.